# Федерико Кјеза
Федерико Кјеза (итал. Federico Chiesa; Ђенова, 25. октобар 1997) јесте италијански фудбалер који игра на позицији крилног играча. Тренутно наступа за Ливерпул и за репрезентацију Италије.

## Клупска каријера

### Младе године
На почетку своје омладинске каријере наступао је за Сетињанезе да би 2007. заиграо за Фјорентину.

### Фјорентина
За Фјорентину је дебитовао у сениорском тиму 2016. године против Јувентуса. Први сениорски гол постигао је у Лиги Европе против Карабага, на утакмици на којој је касније искључен. Дана 21. јануара 2017. је постигао први лигашки гол против Вероне.

### Јувентус
Дана 5. октобра 2020. године Кјеза је потписао уговор о двогодишњој позајмици Јувентусу са могућношћу откупа уговора. Дебитовао је 17. октобра када је асистирао Морати, а потом је био искључен са утакмице. Први гол је постигао у Лиги шампиона у убедљивој победи над Динамом из Кијева од 3:0. У дербију против Милана 6. јануара 2021. године постигао је два гола у победи свог тима од 3:1 и то је био Миланов први пораз у сезони. У дербију против Торина постигао је први гол за Јувентус, а коначни резултат је био 2:2.

## Репрезентативна каријера
Након што је одиграо неколико утакмица за млађе селекције Италије, за сениорску репрезентацију је дебитовао у поразу од Аргентине. Први гол је постигао у убедљивој победи против Јерменије од 9:1. На тој утакмици је такође забележио и две асистенције.
У јуну 2021. године, Роберто Манчини је уврстио Кјезу у списак играча који ће наступати на Европском првенству. На утакмици осмине финала против Аустрије је постигао први гол у продужетку. У полуфиналу је постигао једини гол за Италију у регуларном делу утакмице. Италија је на крају славила против Шпаније и то након бољег извођења једанаестераца.

## Статистика каријере

### Клупска
Ажурирано 25. маја 2024.
| Клуб                 | Сезона    | Првенство     | Првенство | Првенство | Национални куп | Национални куп | Континентални куп | Континентални куп | Остало  | Остало | Укупно  | Укупно |
| Клуб                 | Сезона    | Лига          | Наступи   | Голови    | Наступи        | Голови         | Наступи           | Голови            | Наступи | Голови | Наступи | Голови |
| -------------------- | --------- | ------------- | --------- | --------- | -------------- | -------------- | ----------------- | ----------------- | ------- | ------ | ------- | ------ |
| Фјорентина           | 2016/17.  | Серија А      | 27        | 3         | 2              | 0              | 5                 | 1                 | —       | —      | 34      | 4      |
| Фјорентина           | 2017/18.  | Серија А      | 36        | 6         | 2              | 0              | —                 | —                 | —       | —      | 38      | 6      |
| Фјорентина           | 2018/19.  | Серија А      | 37        | 6         | 4              | 6              | —                 | —                 | —       | —      | 41      | 12     |
| Фјорентина           | 2019/20.  | Серија А      | 34        | 10        | 3              | 1              | —                 | —                 | —       | —      | 37      | 11     |
| Фјорентина           | 2020/21.  | Серија А      | 3         | 1         | —              | —              | —                 | —                 | —       | —      | 3       | 1      |
| Фјорентина           | Укупно    | Укупно        | 137       | 26        | 11             | 7              | 5                 | 1                 | 0       | 0      | 153     | 34     |
| Јувентус (позајмица) | 2020/21.  | Серија А      | 30        | 8         | 4              | 2              | 8                 | 4                 | 1       | 0      | 43      | 14     |
| Јувентус (позајмица) | 2021/22.  | Серија А      | 14        | 2         | 0              | 0              | 4                 | 2                 | 0       | 0      | 18      | 4      |
| Јувентус             | 2022/23.  | Серија А      | 21        | 2         | 4              | 1              | 8                 | 1                 | —       | —      | 33      | 4      |
| Јувентус             | 2023/24.  | Серија А      | 33        | 9         | 4              | 1              | —                 | —                 | —       | —      | 37      | 10     |
| Јувентус             | Укупно    | Укупно        | 98        | 21        | 12             | 4              | 20                | 7                 | 1       | 0      | 131     | 32     |
| Ливерпул             | 2024/25.  | Премијер лига | 0         | 0         | 0              | 0              | 0                 | 0                 | 0       | 0      | 0       | 0      |
| Свеукупно            | Свеукупно | Свеукупно     | 235       | 47        | 23             | 11             | 25                | 8                 | 1       | 0      | 284     | 66     |

1. ↑  Наступи у Лиги Европе.
2. ↑  Наступи у Лиги шампиона.
3. ↑  Наступ у Суперкупу Италије.
4. ↑  Наступи у Лиги шампиона.
5. ↑  Један наступ у Лиги шампиона и седам наступа у Лиги Европе.

### Репрезентативна
Ажурирано 4. јуна 2024.
| Репрезентација | Година | Наступи | Голови |
| -------------- | ------ | ------- | ------ |
| Италија        | 2018.  | 11      | 0      |
| Италија        | 2019.  | 6       | 1      |
| Италија        | 2020.  | 4       | 0      |
| Италија        | 2021.  | 17      | 3      |
| Италија        | 2022.  | 2       | 0      |
| Италија        | 2023.  | 4       | 3      |
| Италија        | 2024.  | 2       | 0      |
| Укупно         | Укупно | 46      | 7      |

### Голови за репрезентацију
Голови Италије су наведени на првом месту. Колона „гол” означава резултат на утакмици након Кјезиног гола.
| Број | Датум              | Стадион                                  | Наступ | Противник          | Гол | Резултат  | Такмичење                                 |
| ---- | ------------------ | ---------------------------------------- | ------ | ------------------ | --- | --------- | ----------------------------------------- |
| 1    | 18. новембар 2019. | Стадион Ренцо Барбера, Палермо, Италија  | 17     | Јерменија          | 9–1 | 9–1       | Квалификације за Европско првенство 2020. |
| 2    | 26. јун 2021.      | Вембли, Лондон, Енглеска                 | 29     | Аустрија           | 1–0 | 2–1       | Европско првенство 2020.                  |
| 3    | 6. јул 2021.       | Вембли, Лондон, Енглеска                 | 31     | Шпанија            | 1–0 | 1–1 (4–2) | Европско првенство 2020.                  |
| 4    | 2. септембар 2021. | Стадион Артемио Франки, Фиренца, Италија | 33     | Бугарска           | 1–0 | 1–1       | Квалификације за Светско првенство 2022.  |
| 5    | 18. јун 2023.      | Стадион Гролс Весте, Енсхеде, Холандија  | 42     | Холандија          | 3–1 | 3–2       | Лига нација 2022/23.                      |
| 6    | 17. новембар 2023. | Олимпијски стадион, Рим, Италија         | 43     | Северна Македонија | 2–0 | 5–2       | Квалификације за Европско првенство 2024. |
| 7    | 17. новембар 2023. | Олимпијски стадион, Рим, Италија         | 43     | Северна Македонија | 3–0 | 5–2       | Квалификације за Европско првенство 2024. |

## Приватни живот
Кјезин отац Енрико је такође био успешан професионални фудбалер.

## Успеси

### Клупски
Јувентус
- Куп Италије (2) : 2020/21, 2023/24.
- Суперкуп Италије (1) : 2020.

Ливерпул
- Премијер лига (1) : 2024/25.

### Репрезентативни
Италија
- Европско првенство (1) : 2020.
- Треће место у Лиги нација (2) : 2020/21, 2022/23.

### Индивидуални
- Најбољи тим Европског првенства (1) : 2020.
- Најбољи играч Италије по избору навијача (1) : 2021.
- Најбољи тим Серије А (1) : 2020/21.

### Ордење
- Орден за заслуге Републике Италије (1) : 2021.